# قیس حمید
قیس حمید (انگلیسی: Qais Hameed) بازیکن فوتبال اهل عراق بود.
وی همچنین در تیم ملی فوتبال عراق بازی کرده‌است.